# Lijst van staatsbezoeken van Willem-Alexander der Nederlanden
Dit is een lijst met staatsbezoeken van de koning Willem-Alexander der Nederlanden. Hij heeft tot nu toe tijdens zijn koningschap in totaal 31 staatsbezoeken gedaan en 12 staatshoofden ontvangen.

## Uitgaande staatsbezoeken
|    | begindatum      | einddatum        | land                | gastheer/gastvrouw                           |
| -- | --------------- | ---------------- | ------------------- | -------------------------------------------- |
| 1  | 24 juni 2014    | 25 juni 2014     | Polen               | Z.E. president Bronisław Komorowski          |
| 2  | 29 oktober 2014 | 31 oktober 2014  | Japan               | Z.M. keizer Akihito                          |
| 3  | 3 november 2014 | 4 november 2014  | Zuid-Korea          | H.E. president Park Geun-hye                 |
| 4  | 17 maart 2015   | 19 maart 2015    | Denemarken          | H.M. koningin Margrethe II                   |
| 5  | 27 mei 2015     | 29 mei 2015      | Canada              | Z.E. Gouverneur-generaal David Johnston      |
| 6  | 25 oktober 2015 | 29 oktober 2015  | China               | Z.E. president Xi Jinping                    |
| 7  | 10 maart 2016   | 11 maart 2016    | Frankrijk           | Z.E. president François Hollande             |
| 8  | 31 oktober 2016 | 4 november 2016  | Australië           | Z.E. Gouverneur-generaal Peter Cosgrovey     |
| 9  | 7 november 2016 | 9 november 2016  | Nieuw-Zeeland       | H.E. Gouverneur-generaal Patsy Reddy         |
| 10 | 20 juni 2017    | 23 juni 2017     | Italië              | Z.E. president Sergio Mattarella             |
| 11 | 22 juni 2017    | 22 juni 2017     | Vaticaanstad        | Z.H. Paus Franciscus                         |
| 12 | 10 oktober 2017 | 12 oktober 2017  | Portugal            | Z.E. president Marcelo Rebelo de Sousa       |
| 13 | 23 mei 2018     | 25 mei 2018      | Luxemburg           | Z.K.H. groothertog Henri                     |
| 14 | 11 juni 2018    | 12 juni 2018     | Letland             | Z.E. president Raimonds Vējonis              |
| 15 | 12 juni 2018    | 13 juni 2018     | Estland             | H.E. president Kersti Kaljulaid              |
| 16 | 13 juni 2018    | 15 juni 2018     | Litouwen            | H.E. president Dalia Grybauskaitė            |
| 17 | 23 oktober 2018 | 24 oktober 2018  | Verenigd Koninkrijk | H.M. koningin Elizabeth II                   |
| 18 | 12 juni 2019    | 14 juni 2019     | Ierland             | Z.E. president Michael D. Higgins            |
| 19 | 14 oktober 2019 | 18 oktober 2019  | India               | Z.E. president Ram Nath Kovind               |
| 20 | 10 maart 2020   | 13 maart 2020    | Indonesië           | Z.E. president Joko Widodo                   |
| 21 | 5 juli 2021     | 7 juli 2021      | Duitsland           | Z.E. bondspresident Frank-Walter Steinmeier  |
| 22 | 9 november 2021 | 11 november 2021 | Noorwegen           | Z.M. koning Harald V                         |
| 23 | 27 juni 2022    | 29 juni 2022     | Oostenrijk          | Z.E. bondspresident Alexander Van der Bellen |
| 24 | 11 oktober 2022 | 13 oktober 2022  | Zweden              | Z.M. koning Carl XVI Gustaf                  |
| 25 | 31 oktober 2022 | 2 november 2022  | Griekenland         | H.E. president Katerina Sakellaropoulou      |
| 26 | 7 maart 2023    | 9 maart 2023     | Slowakije           | Z.E. president Zuzana Čaputová               |
| 27 | 20 juni 2023    | 22 juni 2023     | België              | Z.M. koning Filip                            |
| 28 | 18 oktober 2023 | 20 oktober 2023  | Zuid-Afrika         | Z.E. president Cyril Ramaphosa               |
| 29 | 4 maart 2025    | 5 maart 2025     | Cyprus              | Z.E. president Nikos Christodoulides         |
| 30 | 18 maart 2025   | 20 maart 2025    | Kenia               | Z.E. president William Ruto                  |
| 31 | 4 juni 2025     | 5 juni 2025      | Tsjechië            | Z.E. president Petr Pavel                    |

## Inkomende staatsbezoeken
|    | begindatum       | einddatum        | land       | staatshoofd                            |
| -- | ---------------- | ---------------- | ---------- | -------------------------------------- |
| 1  | 22 maart 2014    | 23 maart 2014    | China      | Z.E. president Xi Jinping              |
| 2  | 28 november 2016 | 30 november 2016 | België     | Z.M. koning Filip                      |
| 3  | 27 maart 2017    | 29 maart 2017    | Argentinië | Z.E. president Mauricio Macri          |
| 4  | 21 november 2018 | 22 november 2018 | Singapore  | H.E. president Halimah Yacob           |
| 5  | 10 december 2018 | 11 december 2018 | Kaapverdië | Z.E. president Jorge Carlos Fonseca    |
| 6  | 5 april 2022     | 6 april 2022     | India      | Z.E. president Ram Nath Kovind         |
| 7  | 9 november 2022  | 11 november 2022 | Italië     | Z.E. president Sergio Mattarella       |
| 8  | 11 april 2023    | 12 april 2023    | Frankrijk  | Z.E. president Emmanuel Macron         |
| 9  | 12 december 2023 | 13 december 2023 | Zuid-Korea | Z.E. president Yoon Suk-yeol           |
| 10 | 17 april 2024    | 18 april 2024    | Spanje     | Z.M. koning Felipe                     |
| 11 | 10 december 2024 | 11 december 2024 | Portugal   | Z.E. president Marcelo Rebelo de Sousa |
| 12 | 15 april 2025    | 16 april 2025    | Oman       | Z.M. sultan Haitham bin Tariq Al Said  |